# Cap Daiō
Le cap Daiō (大王崎, Daiō-zaki) est un cap de la péninsule de Kii dans l'est de la préfecture de Mie au Japon.

## Géographie
Le cap Daiō est situé dans l'océan Pacifique, au sud-est de la ville de Shima (préfecture de Mie).

## Le phare
Le phare du cap Daiōzaki a été construit en 1927. Il a été endommagé par les bombardements aériens durant la guerre du Pacifique (1941-1945) puis par le passage du typhon Vera en 1959. La structure de pierre calcaire visible en 2015 est une version rénovée de l'original datant de 1978.
Le phare offre une large vue sur l'océan Pacifique.